# یگلوو
یگلوو (به لاتین: Jeglewo) یک روستا در لهستان است که در گمینا بانگه مازورسکیه واقع شده‌است.